# Mikladalur
Mikladalur és un petit poble de l'illa de Kalsoy, a les illes Fèroe. Tenia una població de 27 habitants el 2021 i administrativament pertany al municipi de Klaksvík.
El seu nom significa "gran vall", per la seva localització en una vall d'origen glacial a la costa nord-oriental de l'illa. L'activitat agrícola ha estat la principal ocupació dels seus pobladors des de temps remots. Igual que els altres pobles de Kalsoy, l'única via d'accés a Mikladalur havia estat per mar, però a la dècada de 1980 va quedar comunicat amb Trøllanes, al nord, i amb Húsar, al sud, gràcies a la construcció d'un sistema de cinc túnels.
El poble de Mikladalur és antic. Apareix ja a la Carta de les Ovelles, un decret agrari del 1298, i a la Carta dels gossos del segle XIV i esmenten Mikladalur en les estipulacions sobre ovelles i gossos. En el seu llibre Færøske Kongsbønder, Anton Degn n'anomena els arrendataris de terres el 1584, i en els registres parlamentaris s'hi pot llegir que s'hi va celebrar una assemblea a l'església i al cementiri del poble el 1646.
Des de 1908 fins a 2009, el poble va ser la capital del municipi de Mikladalur, que incloïa a més al poble de Trøllanes. El 2009, però, el municipi va desaparèixer en integrar els seus dos pobles al municipi de Klaksvík, el més important de la regió.
L'església de pedra de la ciutat data de 1859.